# Provaglio Val Sabbia
Provaglio Val Sabbia – miejscowość i gmina we Włoszech, w regionie Lombardia, w prowincji Brescia.
Według danych na rok 2004 gminę zamieszkiwało 919 osób, 65,6 os./km².